# Blodig midnatt
Blodig midnatt (engelska: Prom Night) är en kanadensisk-amerikansk skräckfilm/slasherfilm från 1980 i regi av Paul Lynch, från ett manus skrivet av William Gray. Filmen, som spelades in i Toronto i slutet av 1979, hade amerikansk biopremiär den 18 juli 1980, och har Jamie Lee Curtis och Leslie Nielsen i huvudrollerna. Den har också fått tre stycken uppföljare: Prom Night 2, Prom Night 3, och Prom Night IV: Deliver Us from Evil.
Filmen släpptes på DVD i Sverige av Atlantic Film den 3 februari 2005. En remake, under originaltiteln Prom Night, hade biopremiär i april 2008.

## Rollista (i urval)
- Leslie Nielsen – Mr. Hammond
- Jamie Lee Curtis – Kimberly "Kim" Hammond
  - Debbie Greenfield – unga Kim
- Casey Stevens – Nick McBride
  - Brock Simpson – unga Nick
- Eddie Benton – Wendy Richards
  - Leslie Scott – unga Wendy
- Michael Tough – Alex Hammond
  - Dean Bosacki – unga Alex
- Mary Beth Rubens – Kelly Lynch
  - Joyce Kite – unga Kelly
- Joy Thompson – Jude Cunningham
  - Karen Forbes – unga Jude
- Antoniette Bower – Mrs. Hammond
- Robert A. Silverman – Mr. Sykes
- Pita Oliver – Vicki
- David Mucci – Lou Farmer
- Melanie Morse – Henri-Anne
- Jeff Wincott – Drew Shinnick
- David Gardner – Dr. Fairchild
- Sheldon Rybowski – Seymour "Slick" Crane